# Železna jama
Železna jama je manjša kraška jama z vhodom pri vasi Gorjuša v bližini Doba v Občini Domžale. Ima dve dvorani, v osnovi večji brezni, ki sta povezani z ožjim prehodom, vhod je umetno razširjen. Kljub majhnosti so v njej vidne raznolike jamske oblike – stalagmiti in stalaktiti, med katerimi je največji 1,5 m visok stalagmit na polici, sigove izrastke, ponvice in manjše zavese. Struktura sten vhodnega rova priča, da je bila to prvotno vodna jama, ime pa je dobila po primesih limonita, ki daje sigi rdečkasto barvo. V bližini, v isti zaplati osamelega Krasa na Domžalskem, je še vhod v nekoliko manjšo Babjo jamo, znano po arheoloških ostankih.
V 1960. letih so lokalni jamarji, zbrani v jamarskem društvu Simon Robič iz Domžal, na pobudo Staneta Stražarja jamo uredili za turistične namene. V bližini so postavili Jamarski dom s stalno speleološko, arheološko in etnološko zbirko, znamenita je predvsem speleološka, ki je še zdaj edina muzejska zbirka take vrste v Sloveniji, urejena ob jami.